# Wola Lipowska

Wola Lipowska est un village polonais de la voïvodie de Varmie-Mazurie, dans le powiat de Braniewo.